# The Cave Singers
The Cave Singers son un trío de Seattle, Washington, que surgió tras la disolución de la banda Pretty Girls Make Graves en el año 2007. El bajista Derek Fudesco cambió el bajo por una guitarra acústica y se juntó a Pete Quirk (Voces, ex-Hint Hint) y Marty Lund (batería y guitarra, ex-Cobra High) y empezaron a tocar por Seattle y arrededores.
Pronto ficharon para Matador Records y grabaron un LP en Vancouver, Canadá, al que titularon "Invitation Songs". Poco antes de que el disco se editara sacaron un 7" de edición limitada con los temas "Seeds Of Night" y After The First Baptism".

## Componentes
- Pete Quirk – voces, guitarra, armónica
- Derek Fudesco – guitarra, percusión
- Marty Lund – Batería, guitarra
- Morgan Henderson - Bajo

## Discografía

### Álbumes
- Invitation Songs LP - Matador (2007)
- Welcome Joy LP - Matador (2009)
- No Witch LP - Jagjaguwar (2011)
- Naomi LP - Jagjaguwar (2013)

### Sencillos
- Seeds Of Night - Matador (2007)

- Datos: Q7721786
- Multimedia: The Cave Singers / Q7721786